# گوردون موری
گوردون موری (به انگلیسی: Gordon Murray؛ زادهٔ ۱۸ ژوئن ۱۹۴۶) رئیس هیئت مدیره اهل آفریقای جنوبی است.